# North Sand (Paracelöarna)
North Sand (kinesiska: 北沙洲) är en ö bland Paracelöarna i Sydkinesiska havet.  Paracelöarna har annekterats av Kina, men Taiwan och Vietnam gör också anspråk på dem.